# Pont de Puumalansalmi
Le pont de Puumalansalmi (finnois : Puumalansalmen silta) auparavant pont du Saimaa (finnois : Saimaan silta)  est un pont à Puumala en Finlande.

## Présentation
Le pont Puumalansalmi est un pont à poutres  qui enjambe le chenal profond du lac Saimaa au niveau du détroit de Puumalansalmi. 
Le pont est situé au milieu du village de Puumala, et lorsqu'il a été achevé, il a remplacé le dernier traversier du réseau routier principal de Finlande.
La route principale 62 emprunte le pont.
Le pont Puumalansalmi est le quatrième pont routier le plus long de Finlande. 
Une particularité près du pont est son ascenseur panoramique, qui permet d'accéder rapidement à la plate-forme d'observation du pont de 28,5 m depuis la rive du détroit de Puumalansalmi. 
L'ascenseur est la seule voie verticale à faible trafic de Finlande, car il est autorisé à transporter des vélos dans l'ascenseur. Les plus courageux pourront monter les escaliers jusqu'au café d'observation de la tour pour admirer le paysage du Saimaa. 
Le café de la tour est situé à environ 37 m au-dessus du port en contrebas.
L'entrepreneur principal de construction du pont est YIT. 
La longueur totale du pont est de 781 mètres et compte 16 travées.
La plus longue portée est de 140 mètres et la largeur utile du pont est de 13 mètres,.
La construction du pont a commencé en septembre 1993 et le pont a ouvert au trafic le 6 octobre 1995. 
La cérémonie d'inauguration du pont a eu lieu le 31 octobre 1995.